# 楊張新悅
楊張新悅（英語：Nicola Cheung，1976年5月31日—），本名張韾雲、張新悅，曾使用藝名張燊悅，香港女演員及歌手，曾為無綫電視藝員，並參與電影演出、廣播劇、廣告、主持等。她現時聲稱已退出娛樂圈。
她畢業於聖保祿學校及香港大學法律系。曾任修身堂代言人。感情方面，曾與雷頌德交往，於2004年分手。2007年11月3日在泰國普吉嫁予認識3年的男友楊哲安，現育有四名女兒。2012年香港大學環境管理理學碩士課程畢業。2013年冠夫姓，改名為楊張新悅。
2018年，張新悅宣佈再次懷孕，並改篇《一不小心》歌名《一不小心又有左》拍成MV上載YouTube 。同年7月7日在山頂明德國際醫院產下5.8磅孻女。

## 音樂作品

### 音樂專輯
- 2001年5月：一不小心 AVEP
- 2001年9月：再不小心 AVCD
- 2002年3月：Angel of Mercy

### 派台歌曲成績
| 派台歌曲成績         | 派台歌曲成績                      | 派台歌曲成績 | 派台歌曲成績 | 派台歌曲成績 | 派台歌曲成績 | 派台歌曲成績                                       |
| -------------------- | --------------------------------- | ------------ | ------------ | ------------ | ------------ | -------------------------------------------------- |
| 唱片                 | 歌曲                              | 903          | RTHK         | 997          | TVB          | 備註                                               |
| 1998年               |                                   |              |              |              |              |                                                    |
| 戇星先生電影原聲大碟 | 如何說再見                        | 11           | -            | -            | -            |                                                    |
| 2001年               |                                   |              |              |              |              |                                                    |
| 一不小心             | 一不小心（I Can't Close My Eyes） | 4            | 14           | 10           | 3            |                                                    |
| 一不小心             | 怎暴露                            | -            | -            | 4            | -            |                                                    |
| 一不小心             | 衣不稱身                          | -            | -            | -            | -            |                                                    |
| 再不小心             | 上帝愛我                          | -            | -            | 16           | 10           |                                                    |
| 同步過冬             | 同步過冬                          | 6            | 3            | 12           | 2            | 環球唱片群星合唱                                   |
| 2002年               |                                   |              |              |              |              |                                                    |
| Angel of Mercy       | Angel of Mercy                    | -            | 11           | 11           | 3            |                                                    |
| Angel of Mercy       | 你的美少女戰士                    | 14           | -            | 20           | 7            |                                                    |
| Angel of Mercy       | 明知故犯                          | -            | -            | 10           | -            | 與余文樂合唱 翻唱許美靜歌曲                        |
| 2021年               |                                   |              |              |              |              |                                                    |
|                      | 簡簡單單原來很快樂                | -            | -            | -            | -            | 與FreshLife合唱                                    |
|                      | 明知故犯                          | -            | -            | -            | -            | 與馬天佑合唱 翻唱許美靜歌曲 繼2002年後再次重新演繹 |

| 各台冠軍歌總數 | 各台冠軍歌總數 | 各台冠軍歌總數 | 各台冠軍歌總數 | 各台冠軍歌總數    |
| -------------- | -------------- | -------------- | -------------- | ----------------- |
| 903            | RTHK           | 997            | TVB            | 備註              |
| 0              | 0              | 0              | 0              | 四台冠軍歌總數：0 |

## 影視作品

### 電視劇（無綫電視）

#### 1999年
- 先生貴性 飾 方思虹
- 人龍傳說 飾 新月公主

#### 2000年
- 無業樓民 飾 孫碧鈴
- 撻出愛火花 飾 羅晶晶/澤口晶晶
- FM701 飾 打比阿銀

#### 2001年
- 美麗人生 飾 高慧婷

#### 2002年
- 百分百感覺 飾 夢中情人

### 電視劇（香港電台）

#### 2003年
- 執法群英—《不脫校服的女孩—CAIU》飾 May

### 電影
1997年
- 《完全结婚手册》 饰 Joyce
- 《戆星先生》  饰 Carol
- 《求恋期》 饰 蓉蓉

1998年
- 《玻璃之城》 饰 康桥Susie

2000年
- 《十二夜》 饰 Clara
- 《裳在我心間》 飾

2002年
- 《互动杀人事件》 饰 Shana
- 《飄忽男女》 饰 Funny

2003年
- 《秋天日记》 饰 颖依
- 《飄雪六月天》 饰 樂華

2004年
- 《魔幻厨房》 饰 紫葵
- 《無法尖叫》 饰 小蘭
- 《驚變》 饰

2005年
- 《童梦奇缘》 饰 Miss Wong（客串）
- 《飘移凶间》 饰 小美
- 《後備甜心》 饰 Moon
- 《魔幻賭船》 饰 包美

### 曾演廣播劇
- 《幻影閃靈》 飾 阿儀
- 《十二個實驗夜》
- 《都市下一站》 飾 曾尤敏芝（26歲 一家之主，丈夫在家沒有地位）
- 《突懸奇來》 飾 阿蚊（浸大新聞系三年級生，社會經驗不足，但積極進取學習）
- 《日與夜》 飾 糖水妹（於甜品店內打工，後來結識了執波仔並發展成為情侶）
- 《落入凡間的天使》

### MV演出

#### 1996年
- 《如果你快樂》張信哲

#### 1997年
- 《分享愛》郭富城
- 《傳情達意》黎明

#### 1999年
- 《每一個明天》（TVB版）陳奕迅

#### 2004年
- 《主題歌》蕭正楠
- 《零度愛情》蕭正楠
- 《愛你那麼多》蕭正楠

### 音樂特輯

#### 2004年
- 日光.楠

### 廣告代言

#### 1992年
- 1992花王洗頭水（中國）

#### 1997年
- 無比膏（香港）
- Cusson's 加信仕（中國）
- Chole 梅酒（台灣）

#### 1999年
- Neutrogena Skincare（台灣）

#### 2001年
- XS mix & match（香港，平面廣告）
- 無比滴（香港）
- 秀身3-5-8（香港）
- 新婚情報（香港）
- 銅鑼灣地帶代言人（香港）

#### 2002年
- 鴻福堂（香港）
- 修身堂（香港）

#### 2011年
- 惠氏Illuma（香港，平面廣告）

### 節目

#### 曾主持節目
- 勁歌金曲
- 2000年度十大勁歌金曲頒獎典禮
- 好客香港攞滿FUN
- 星晨旅遊北海道真程趣
- 絕情谷（商業電台）
- 夜來女人香（華娛衛視）
- 冷知識衝動（亞洲電視）

#### 參加節目
- 公益開心大富翁（2001年播出）
  - 第15集 張燊悅、趙學而、小雪、馬德鐘、陳豪、唐文龍
- 超級無敵獎門人之再戰江湖（1997年5月28日至1997年11月5日逢星期三播出）
  - 第14集 徐濠縈、謝天華、潘芝莉、張燊悅、張錦程、王合喜
- 宇宙無敵獎門人（2000年10月29日至2001年2月25日逢星期日播出 ）
  - 第6集 谷德昭、張燊悅、張達明、陳淑蘭、黃偉文、小雪
- 吾係獎門人（2002年8月10日至2002年12月7日，逢星期六播出 ）
  - 第16集 陳慧琳、陳司翰、張燊悅、陳百祥、杜德偉、關淑怡

（林家棟、阮兆祥、劉曉彤、羅莽、鄭敬基、馬浚偉、李惠敏、蕭正楠、方力申、吳岱融、魏駿傑）
- 今日觀點（有線電視）
  - 2012年10月22日

## 獎項
- 第17屆香港電影金像獎
  - 最佳新演員 提名
- 2000年度萬千星輝賀台慶
  - 本年度我最喜愛的拍檔（非戲劇組）最後五強
- 2001年度叱吒樂壇流行榜頒獎典禮得獎名單
  - 叱吒樂壇生力軍女歌手: 銅獎: 張燊悅
- 第二十四屆十大中文金曲得獎名單
  - 女歌手 「最有前途新人獎優異獎」：傅珮嘉／王秀琳／張燊悅
- 榮獲IFPI 2001年度全年最高銷量新人五大之一
- 2002年: 憑《Angel of Mercy》獲得「十大勁歌金曲第一季季選」入選歌曲之一

## 外部連結
- 楊張新悅Nicola的新浪微博
- 楊張新悅在互联网电影资料库（IMDb）上的資料（英文）（英文）
- 楊張新悅的Facebook專頁
- 楊張新悅的Instagram帳戶
- 在AllMovie上楊張新悅的頁面（英文）
- 楊張新悅在香港影庫上的簡介
- 楊張新悅在豆瓣上的资料（简体中文）
- 楊張新悅在时光网上的簡介（简体中文）